# 埃利科特维尔
埃利科特维尔（英語：Ellicottville）是位于美国纽约州卡特罗格斯县的一个镇，地处卡特罗格斯县中部，建于1820年。2010年美国人口普查时，该镇有1598人。其名称来源于荷兰土地公司的地产经纪人约瑟夫·埃利科特。